# Teofila Romanovytj

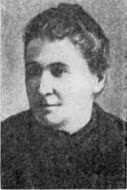

Teofila Fedorivna Romanovytj, född 1842, död 1924, var en ukrainsk skådespelare. Hon var teaterdirektör för Ukrainska Diskursteatern 1874–1880.